# Balcanocerus amygdalinus
Balcanocerus amygdalinus är en insektsart som beskrevs av Dlabola 1974. Balcanocerus amygdalinus ingår i släktet Balcanocerus och familjen dvärgstritar. Inga underarter finns listade i Catalogue of Life.